# Animal Cells and Systems
Animal Cells and Systems – międzynarodowe, recenzowane czasopismo naukowe, publikujące w dziedzinie biologii.
Czasopismo to zaczęło być wydawane przez Korean Society for Integrative Biology w 1997 roku jako Korean Journal of Biological Sciences. W latach 2005-2007 wychodziło pod nazwą Integrative Biosciences. Od 2008 wydawane jest we współpracy z Taylor & Francis pod obecną nazwą sześć razy w roku. Tematyką pismo obejmuje różne dziedziny nauk biologicznych, w tym: bioinformatykę, biologię systemową, biologię rozwoju, biologię ewolucyjną, systematykę, ekologię, biologię populacji, biologię molekularną, cytologię, neurobiologię, fizjologię i medycynę translacyjną.
Impact factor pisma w 2014 roku wyniósł 0,440.